# Всеволож
Всеволож — літописне місто (город) Русі. Городище Всеволожа імовірно розташоване на березі Західного Бугу поблизу сучасного села Старгорода Сокальського р-ну Львівської обл. Першу згадку про місто на сторінках Руського літопису датовано 1098 роком. У 1241 Всеволож зруйновано внаслідок монголо-татарської навали, після чого місто так і не відродилося.

## Археологічні дослідження
Вперше літописне городище Всеволож наприкінці ХІХ ст. обстежив Володимир Антонович, пізніше в 1930 році — Олександр Цинкаловський, а в 1963 році — Павло Раппопорт. У 70-80-х рр. ХХ ст. археологічною експедицією Львівського університету імені Івана Франка (керівник М.Чайка) проводились дослідження городищ Всеволож та Литовеж. Під час досліджень на городищі виявлено значну кількість керамічного матеріалу, найраніший з яких відноситься до пізнього етапу райковецької культури — Х століття.
Перша згадка про волинське село Всеволож міститься в літописі під 1097 р. Назва походить від імені князя Всеволода Володимировича. В історичній літературі тривалий час велася суперечка щодо місцезнаходження городища Всеволож. Археолог О. Надєждін вказував на с. Волошки за 12 верст від Ковеля. О. Цинкаловський у 1927 р. виявив на землях села Литовежа старе городище Х-ХІІІ ст. Він вважав, що саме це і є літописний Всеволож. Такої ж думки у 2019 р. притримується і археолог Сергій Панишко. Він вважає, що "Всеволожів на Русі було два. Один на Волині, а другий на Чернігівщині. Із XVI століття це городище належало князям Чорторийським. На цій території був замок і окремо місто."
Проте А. Демчук і Т. Коструба переконливо доводять, що літописний Всеволож знаходився на місці с. Старгород Сокальського району на Львівщині. На Старгороді-Всеволожі-Корі немає спалення 1098 року — на Старгороді лежав другий Всеволож збудований у 1188 році Всеволодом Мстиславичем. Перший Всеволож — поза всяким сумнівом був на Сокалі — де є спалення (за Раппопортом) 1098 року — він не відновлювався після знищення галичанами — лежав на кордоні Червенської і Волинської землі — і через нього проходив шлях в Галичину. Тобто Сокальське городище відповідає всім прикметам літописного Всеволожа 1098 року. Але ми не можемо відкидати і того що перший Всеволож був на Жджарах, бо прямо через це місто проходив Грибовицький тракт — і на Соколі з'єднувався із Галицьким. І ми не можемо відкидати що кордон між Червенською і Волинською землями проходив по Бугу(в давнину) з цього виходить що ми не можемо певно сказати де був Всеволож, поки що (дослідження В. Вельгуса і В. Адамчука).